# Cathédrale de Vittorio Veneto
La cathédrale de Vittorio Veneto est une église catholique romaine de Vittorio Veneto, en Italie. Il s'agit de la cathédrale du diocèse de Vittorio Veneto.